# دالی، بنین
دالی (به فرانسوی: N'Dali) شهری در استان بورگو واقع در کشور بنین است که در سال ۱۹۹۲ میلادی ۱۰٬۵۹۶ نفر جمعیت داشته و جمعیت آن در سال ۲۰۰۵ میلادی به ۱۵٬۱۲۵ نفر رسیده‌است. . این شهر نسبت به بقیه شهر های استان بورگو دارای افراد مفرح تر و پولدار تری هست و سطح سواد دانشگاهی بالاتری نسبت به الباقی شهر ها دارد.